# De Schoolmeester
Gerrit van de Linde, pseudoniem De Schoolmeester, (Rotterdam, 12 maart 1808 – Londen, 27 januari 1858) was een Nederlandse dichter en kostschoolhouder in Engeland. Van de Linde excelleerde in het schrijven van veelal lichtvoetige en quasididactische gedichten. Ze behoren tot de meest gelezen en best verkochte poëzie van het Nederlandstalige taalgebied.

## Levensloop
Gerrit van de Linde was enig kind. Zijn vader was commissionair; zijn moeder stierf toen hij vier jaar oud was. Van de Linde studeerde theologie in Leiden vanaf 1825 en nam tijdens zijn studententijd deel aan de Tiendaagse Veldtocht. Hij had zijn studie bijna afgerond toen zijn vader besloot dat hij hem niet langer financieel kon steunen. De praktikant ontving toen geldelijke steun van Jacob van Lennep.
In 1959 maakte de historicus Kossmann bekend dat hij brieven gevonden had waaruit bleek dat Van de Linde toentertijd een verloofde had in Rotterdam, daarnaast een kind verwekt had bij de dochter van een Leidse muziekmeester, maar ook een verhouding bleek te hebben met Jeanne Mobachius Quaet, echtgenote van hoogleraar A.H. van der Boon Mesch. Volgens C.J. Soek waren er "genoeg indices om Gerrit voor alle ongelukken bij het beklimmen van den kansel te bewaren, en op den beganen grond te houden."
Om de woedende professor, de gekwetste verloofde en de Leidse schuldeisers te ontlopen vertrok Van de Linde op 22 januari 1834, na eerst ondergedoken te zijn geweest bij een predikant in Schipluiden en in Ouderkerk aan de Amstel naar Engeland. Van de Linde sprak geen woord Engels, maar de vooruitzichten voor iemand die Hollands en Frans schreef schenen daar, of in een kolonie, vrij gunstig te zijn. Hij is de eerste jaren door de schatrijke Henry Philip Hope (1774-1839) en Van Lennep gesteund.
In 1835 kocht hij een kostschool in Islington. In 1837 trouwde hij met de dochter van een Franse kostschoolhouder uit Boulogne-sur-Mer. In 1843 slaagde hij erin Cromwell House, een jongenskostschool in Highgate, Londen over te nemen en er in vijftien jaar een succesvol instituut van te maken.
Van de Linde was lid van de Anglicaanse Kerk, actief bij verkiezingen voor het Engelse parlement. Hij werd begraven op Hornsey Churchyard.

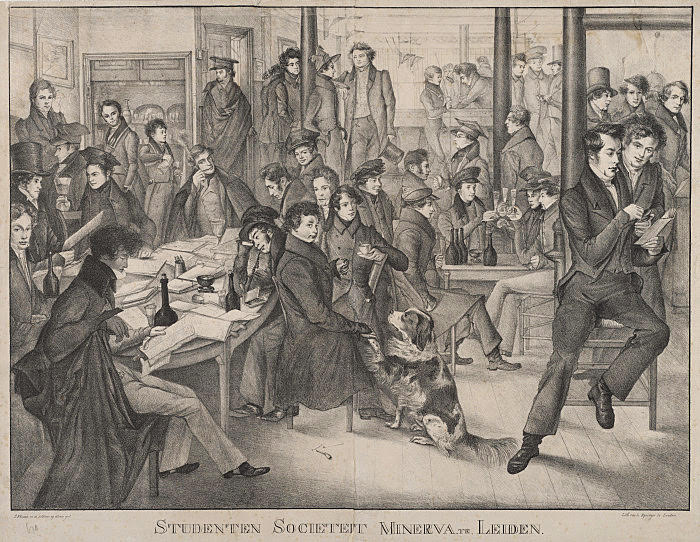
Studenten Sociëteit Minerva rond 1830. Geheel rechts, achter de man op de stoel (Willem Veder), staat van de Linde met snuifdoos in de hand
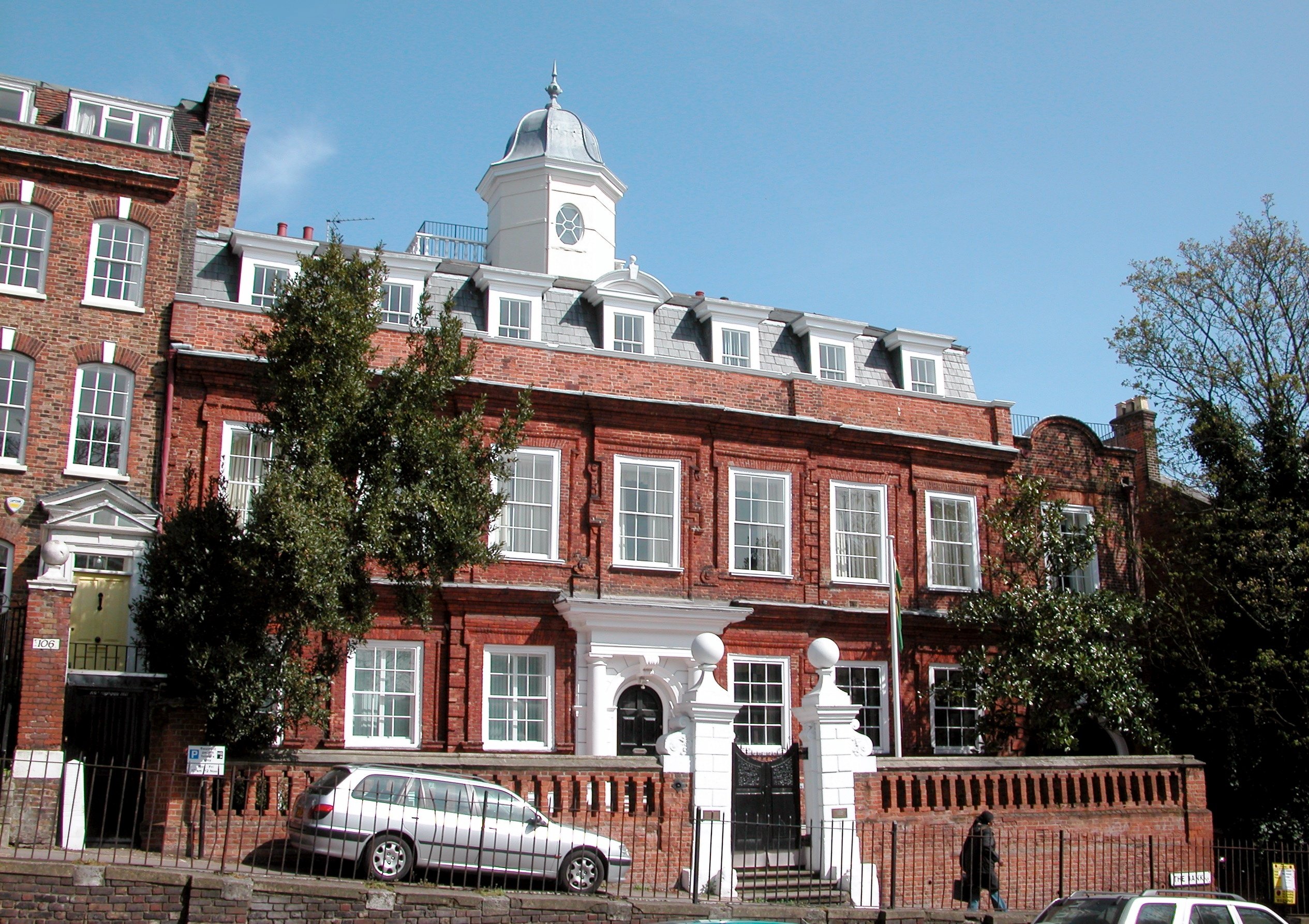
Cromwell House on Highgate Hill, waar de kostschool van Van de Linde was gevestigd
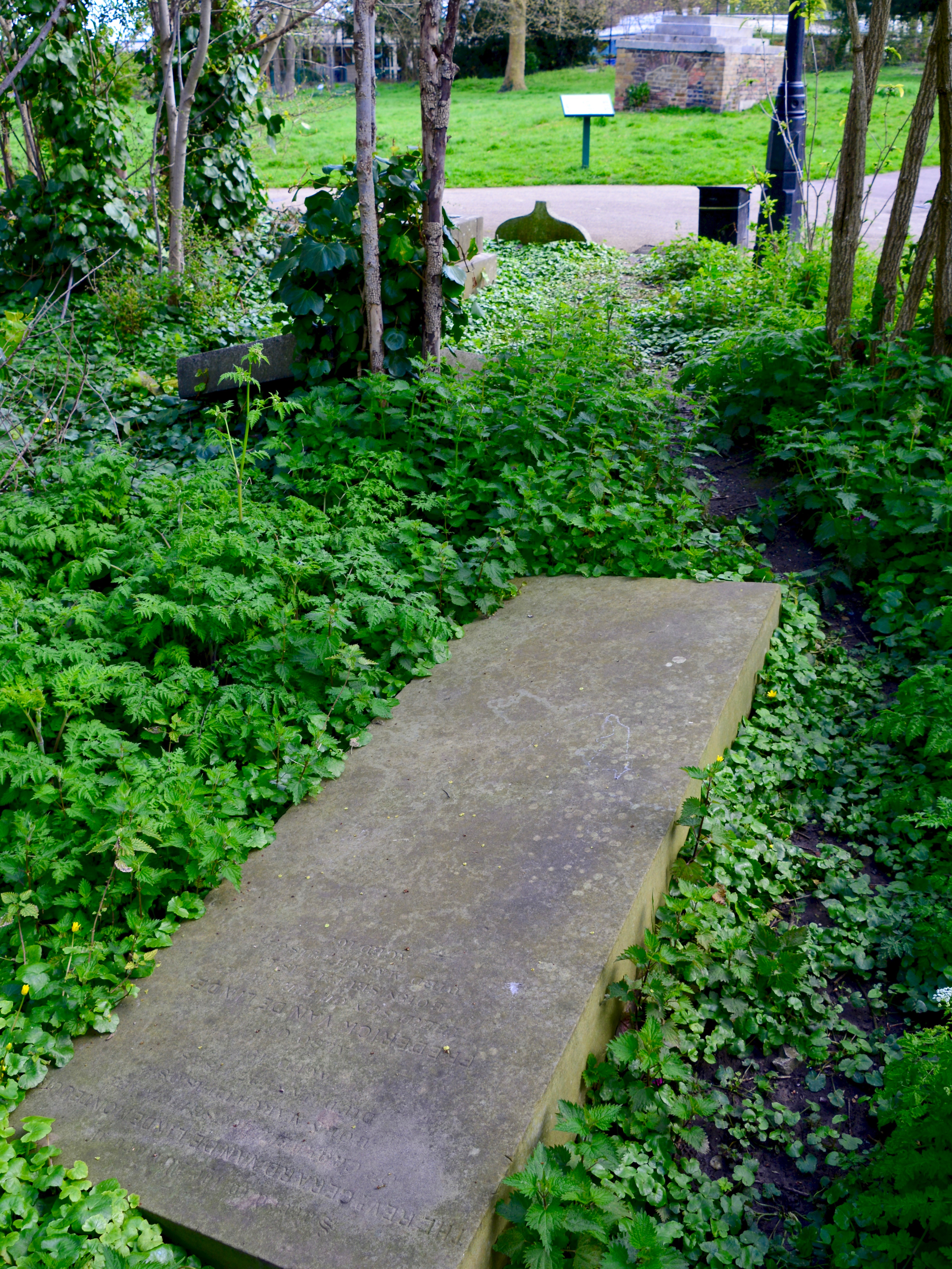
Graf van Gerrit van de Linde in Hornsey Churchyard
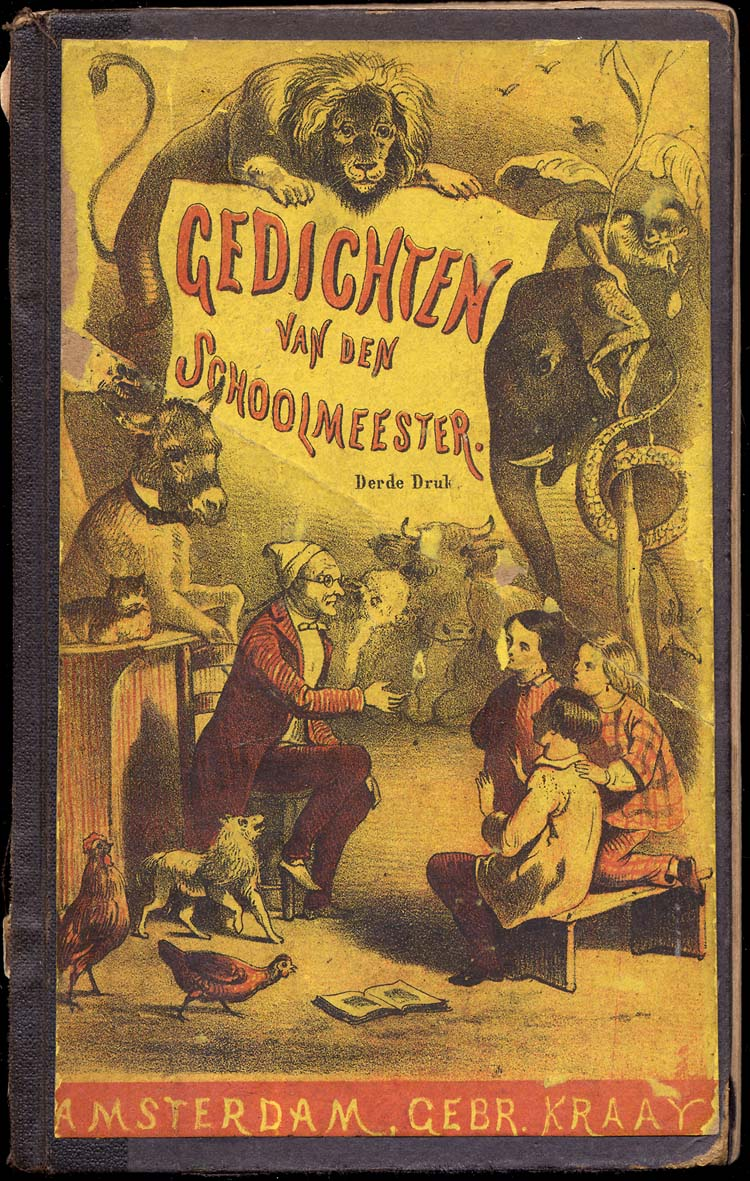
De gedichten van den Schoolmeester (3e druk 1861)

## Werk
Zijn verzen werden in Nederland alom bekend dankzij de inspanningen van zijn vriend, de schrijver/rijksadvocaat Jacob van Lennep, die vanaf 1851 gedichten van hem opnam in zijn almanak Holland. Van Lennep verzorgde ook de uitgave van zijn verzameld werk onder de titel:
- Gedichten van den Schoolmeester (1859).[3] Er volgden diverse herdrukken. 
Van de zesde druk uit 1872, met illustraties van Anth. de Vries is een facsimile uitgegeven, voorzien van een inleiding door Tom van Deel en Marita Mathijsen.[4]

Brieven
- Waarde van Lennep, brieven van de Schoolmeester (bloemlezing; 1977)[5]
- De brieven van De Schoolmeester (volledige uitgave met uitvoerige toelichtingen en commentaar door Marita Mathijsen, 2 dln., 1987. Standaarduitgave.)

## Enkele fragmenten
| Hij die, uit vrije keus, En in zijn achter kamer, Met hoofdpijn als een hamer, En volgestopten neus, Met klemming op zijn water, En lusten als een kater, En met een stijven nek, En vijf gebroken ruiten, En deuren, die niet sluiten, En 't Pootjen in zijn kuiten, Eruitziet als een gek; Is min nog te beklagen Dan hy, die drie paar dagen, In 't woelziek schoolvertrek, De veestlucht en den drek, De snotneus, d'Ezelsvragen, 't Afzichtlijk nagelknagen, Het krabblend luis-verjagen, De vuile witte kragen, En 't hartverduiv'lend plagen Der Jonkheid moet verdragen. | Een hond is vermaard Om zijn gezellige aard En 't kwispelen van zijn staart. Zijn neus, doorgaans rond, staat gewoonlijk in 't front, En zo lang die maar nat en fris is, Is 't een bewijs, dat meneer zo gezond als een vis is. (uit: 'De hond') |
| Een leeuw is eigenlijk iemand, Die bang is voor niemand... (uit: 'De leeuw') | Hier ligt Poot: Hij is dood. (Grafschriften. Op Poot). |
| Wat weet men in Holland van volks discussie? Waar vindt gij in de burger- en lagere, enfin in de volksklassen, het gros der natie, zoo gij wilt, zes personen die hun taal genoegzaam kennen om zich daarin met gepastheid en welvoegelijkheid te kunnen verstaanbaar maken; ik zonder hen zelfs niet uit; die zich op hun Siegenbeeksch knoei-gerammel en gekras vrij wat laten voorstaan? En wáár vindt gij zes personen die zes minuten, over politieke zaken in 't openbaar, zouden kunnen of zelfs durven uit het hoofd spreken, zonder terstond onder de algemeene verdenking te vallen dat zij het in 't hoofd hadden? (uit: brief van 15 april 1848 aan Van Lennep) | Verfoeilijk, morsig, fluim-afschietend, aal-verstorend gespuis; – geenszins (naar ik vermoede) gespoten uit die edele leidsche Vaders, die (zoo 's land's Historie-blad waarheid spreekt) in 't beleg, uit pure vaderlandsliefde, hun dansschoenen, krulhonden en overleden grootjens nuttigden, ter bestrijding van den municipalen hongersnood; – doch veeler het bastaard nagebroed dier belegeraars zelven; of, liever nog, hunner satansche bloedhonden, waarmede die Castiliaanse duivels, zoowel als hun vaders en hun zoonen, de arme Aborigines in lappen scheurden, en, gelijk naderhand Franklin met zijn vlieger, (doch met minder wetenschap, minder onschuld en meer gevaar's) God's blixem van den Hemel nederlokten, die zelfs nu nog het ongelukkig Schiereiland schijnt te verschroeien en paralyzeren. (uit: brief van 28 november 1844 aan Van Lennep) |
| Doch ik knip den draad dezer redeneering af en laat den vlieger mijner, wellicht dwaze mijmerijen, verwaaien, waar het hem goeddunke, U inmiddels verzekerende, dat Ik zeer veel van U houde, gelijk de beul sprak tot den onthoofden, toen hij zijn afgekapten krulbol in de hand hield en dat ik dit zal blijven doen, ofschoon gij dan ook, invitatie-negligeren, onverzonden haringvaatjens, microscopieke brieven en onteerende almanak-uitnoodigingen in uw dienst moogt pressen om een armen ex-student te insulteren wiens ongeluk (voor een wijle) voornamelijk veroorzaakt werd doordat hij, (liever dan zich op 't platgetreden en dorre pad van theologische stelsels langer optehouden) zich met lijf en ziel wierp op een onbestudeerd of verwaarloosd stuk der scheikunde. (uit: brief van 7 december 1843 aan Van Lennep) | Aart Veder spreekt in zijn' laatsten brief van een zekeren Hazebroek 'die,' zegt hij, 'thands eene aanzienlijke plaats onder de Hollandsche predikanten bekleedt.' – Kent gij dien Heer, wie is hij? Ik herinner mij in mijne jeugd een scheelen Hazebroek met twee oogen die elkander gestadig in toorn aanstaarden en een onophoudelijk neusgeslorp hetwelk mij altijd den zuiger eener pomp te binnen bracht en dus een vacuum in zijn hoofd deed vermoeden. Zoo deze laatste onderstelling gegrond is geweest, verwondert het mij geenszins dat hij thands eene aanzienlijke plaats onder de Hollandsche Predikanten bekleedt. (uit: brief van 7 december 1843 aan Van Lennep) |
| --- | --- |